# Crassula moschata
Crassula moschata ist eine Pflanzenart der Gattung Dickblatt (Crassula) in der Familie der Dickblattgewächse (Crassulaceae). 

## Beschreibung
Crassula moschata ist eine aufrechte, rötliche, einjährige oder möglicherweise ausdauernde, krautige Pflanze von bis zu 5 Zentimeter (selten bis zu 15 Zentimeter) Länge. Die niederliegenden Triebe weisen einen Durchmesser von bis zu 1 Millimeter auf. Die elliptischen bis verkehrt eiförmigen oder spateligen Laubblätter sind 3,3 bis 5 Millimeter (selten ab 2,4 Millimeter) lang. Auf der Blattunterseite befinden sich häufig deutliche runde, drüsige Punkte.
Je Knoten wird eine vierzählige Blüte ausgebildet. Der Blütenstiel ist 2 bis 3 Millimeter lang. Die dreieckigen, stumpfen Kronblätter weisen eine Länge von 1,5 bis 1,7 Millimeter auf und sind 0,9 bis 1 Millimeter breit. Die Blütenkrone ist becherartig. Die 2 bis 2,3 Millimeter langen und 1 Millimeter breiten Kelchblätter sind länglich lanzettlich. Sie sind länger als die Kronblätter. Die länglichen, gerundeten Nektarschüppchen sind 1 Millimeter lang und 0,5 Millimeter breit. Je Fruchtblatt werden zwei bis vier (selten acht) Samen ausgebildet. Die länglichen ellipsoiden Samen sind rötlich braun, nicht gerippt und winzig fein gerunzelt. Sie sind 0,7 Millimeter lang und 0,35 bis 0,44 Millimeter im Durchmesser.

## Systematik und Verbreitung
Crassula moschata ist im Süden von Argentinien, im Süden von Chile, auf mehreren antarktischen Inseln, in Tasmanien und in Neuseeland in Felsritzen gerade über der Hochwasserlinie verbreitet.
Die Erstbeschreibung durch Georg Forster wurde 1787 veröffentlicht. Es existieren zahlreiche Synonyme.

## Nachweise